# Bénodet
Bénodet är en kommun i departementet Finistère i regionen Bretagne i västra Frankrike. Kommunen ligger i kantonen Fouesnant som tillhör arrondissementet Quimper. År 2022 hade Bénodet 3 878 invånare.

## Befolkningsutveckling
Antalet invånare i kommunen Bénodet
Referens:INSEE